# Moyrazès
Moyrazès település Franciaországban, Aveyron megyében. Lakosainak száma 1085 fő (2022. január 1.). Moyrazès Boussac, Baraqueville, Clairvaux-d’Aveyron, Colombiès, Druelle Balsac és Mayran községekkel határos.

## Népesség
A település népessége az elmúlt években az alábbi módon változott:
| Lakosok száma | 1461 | 1130 | 1087 | 1100 | 1132 | 1161 | 1109 | 1080 | 1076 | 1085 |
|               | 1968 | 1982 | 1990 | 2006 | 2013 | 2015 | 2017 | 2019 | 2020 | 2022 |